# 网瘾战争
《网瘾战争》是中国大陆个人组织制作的游戏引擎電影，整部作品以网络游戏《魔兽世界》为蓝本，由玩家控制游戏中人物“出演”，视频画面由《魔兽世界》里的游戏场景截取编辑而成。电影主要反映出玩家对于游戏审批制度和主流媒体对于网络游戏不公正报道的不满，并讽刺以电击方式“治疗网瘾”的杨永信。电影开头使用了创作共用-署名-非商业性使用-相同方式共享 2.5中国大陆版权声明。

## 制作背景
本片全称《看你妹之网瘾战争》，是以性感玉米（梁志平）为主创的“爱老虎油”团队制作的继《看你妹之骷髅党之歌》，《看你妹之巫妖王择日再开》系列网络视频的第三部，整个作用时间三个月，累计参与人员100余人，全部为业余时间免费参与。参与人员大多为NGA和AcFun的网友。
整个电影以网络游戏《魔兽世界》于2009年在中国大陆面临代理更换、资料片巫妖王之怒通过审批遥遥无期为背景，其内容也多基于魔兽世界特有的文化。视频于2010年1月20日首发于艾泽拉斯国家地理论坛。制作者在视频开场处就已表明遵守知识共享协议中的署名-非商业性使用-相同方式共享 2.5 中国大陆之协议。

## 内容
作者之声明：
|  | 一开始还是想做和去年一样的纯搞笑片，但在收集素材写剧本的时候，却发现国服2009年确实没有什么很欢乐的事儿发生。如果说一年前的《巫妖王择日再开》还是以恶搞为主，还有期待的话，一年后的今天，相信大家都淡定了，爱他妈开不开，所以纯以恶搞和娱乐的话，我觉得并不适合于现在大家的心情。谁都知道国服WLK迟迟不能上线的原因，你我也知道，这现状无法改变的原因，但在年头，能意会的比例，我觉得都不是很高了。所以我想把这个片子，从我个人的态度出发，做得稍稍有一些深度，而不是一个纯粹的娱乐片。所以选择在这个前不着元旦后不着春节的时间发。 |

视频全长64分钟。拍摄场景大多数在魔兽世界游戏内。
视频中多处对2009中国国内及魔兽世界内的新闻事件进行的调侃。如欺实马（七十码）、钓鱼执法、南京彭宇案、临时性的即意犯罪、电视购物、暴风影音断网事件、瑞星和卡巴斯基误杀、谷歌涉黄事件、绿坝耗资4000万、正龙拍虎、秋雨捐书、九城竞业禁止合同、陈晓薇《告全体员工书》、待岗协议、阶梯电价、被自杀、躲貓貓、信春哥死后原地复活、心神不宁等。对于电影中的部分可能敏感词也使用了“嘟”的声音进行“和谐”处理。
影片最后10分钟决战的高潮处，看你妹進行了一場極為感人的演說，並呼唤所有玩家讲出自己的心声，与杨教授一决高下。最初没有任何回音，但当钟声响起时，人们都发出了自己的力量，最终打败了杨教授。有评论认为，这场演说实际上打破了第四面墙。许多玩家在观看时也受到感动。
片尾曲是邦·乔维在《Have a Nice Day》专辑中的第5首歌曲《Bells Of Freedom》（自由钟声）。

## 出场人物
看你妹（殇之晨豹配音）
本作的主人公，牛头人法师，骷髅党成员，在影片的后半部才开始出场。
丁撒石（卑鄙马维斯配音）
影射网易公司创办人丁磊，片中开始作为正面形象出场，使用了很多电影终结者系列中的典故，最后被板书大神和萌化大神联合击退。
五折叔（大兵雷恩配音）
公会“毛会”的会长，操一口相当有特色的四川口音，在前作中曾经派看你妹去偷水产之书，开始时信任丁撒石。
杨永新（孤独背影配音）
影射在中国大陆相当有争议的治疗网瘾专家杨永信，在片中以大反派形象出现，最后被看你妹借助所有玩家的力量击败。
朱乡长（性感玉米配音）
影射第九城市CEO朱骏。
薇薇·晓·风行者（篱落素素配音）
影射第九城市高管陈晓薇，在对联比赛中输给丁撒石的手下日墙。
贝莉·钉（丢丢配音）
牛头人盗贼，影射网游界著名模特丁贝莉，开始时为九村薇薇·晓手下，被关进杨永新的监狱后遇到看你妹，并与之坠入情网。
日墙（CBI配音）
影射网易公司魔兽世界负责人李日强。
板书大神（白菜配音）
影射中华人民共和国新闻出版总署，支持九村。
萌化大神（林熊猫配音）
影射中华人民共和国文化部。开始支持丁撒石，后与板书大神和解一同对付丁撒石。
暴雨大神（天使YLL配音）
影射魔兽世界开发者暴雪公司，将代理权从九村转到网毅手下。

## 电影制作
编剧性感玉米接受《南方日报》记者电子邮件的采访说，制作该电影的主要原因是2009年一年来，魔兽玩家因为不能像其它国家的玩家一样享受网络游戏，本来对社会无害的人却反而成为舆论妖魔化的对象，感到憋屈与无奈的他就把网瘾治疗专家拿来到影片进行调侃。电影时间长达一个小时餘，共有一百多人参与和协助制作，制作时间三个月。
电影剧本来自魔兽世界玩家“性感玉米”和“大兵雷恩”，创作自“爱老虎游创作团队”，参与配音的都是《魔兽世界》中的著名玩家，拍摄过程有很多台服玩家的游戏人物参与。创作过程中，先是由性感玉米写好剧本，后请网友在游戏中进行表演，截取视频。然后再通过网络请网友配音。
性感玉米表示这部作品除了他家的电费之外，没花一分钱，这些都要感谢那些志愿付出牺牲自己金钱精力和时间的网友。
创作团队成员曾表示将会推出未删节版，而导演性感玉米之后在NGA发贴说，由于担心人身安全，不得已将大部分原始素材删除，已不存在未删节版。

## 影响
- 该视频因为说出了众多中国大陆《魔兽世界》玩家和普通网友的心声[4]，迅速在网络上走红，总点击量已超过450万，并赢得了网民“2010年第一部大片”的好评。[5]
- 2010年1月27日，各大网站相继转载来自《南方日报》、凤凰网和来源《现代快报》的文章，报道《网瘾战争》电影的影响，以及观众的反应。
- 凤凰卫视记者闾丘露薇对《网瘾战争》作者性感玉米进行了文字采访。性感玉米表示他们只是从玩家的心态，用这样的一部影片来表达自己。[6]
- 本片获得2010年土豆映像节金土豆奖（即最佳短片奖）。[7][8]
- 参加2010年夏威夷国际电影节（英语：Hawaii International Film Festival）。[9]

## 争议
视频播出后，凤凰卫视报道前，本片因多方原因受到很大压力。原位于优酷网之视频也遭到删除。目前优酷网的《网瘾战争》视频已经恢复。